# تعليم علوم الحاسوب

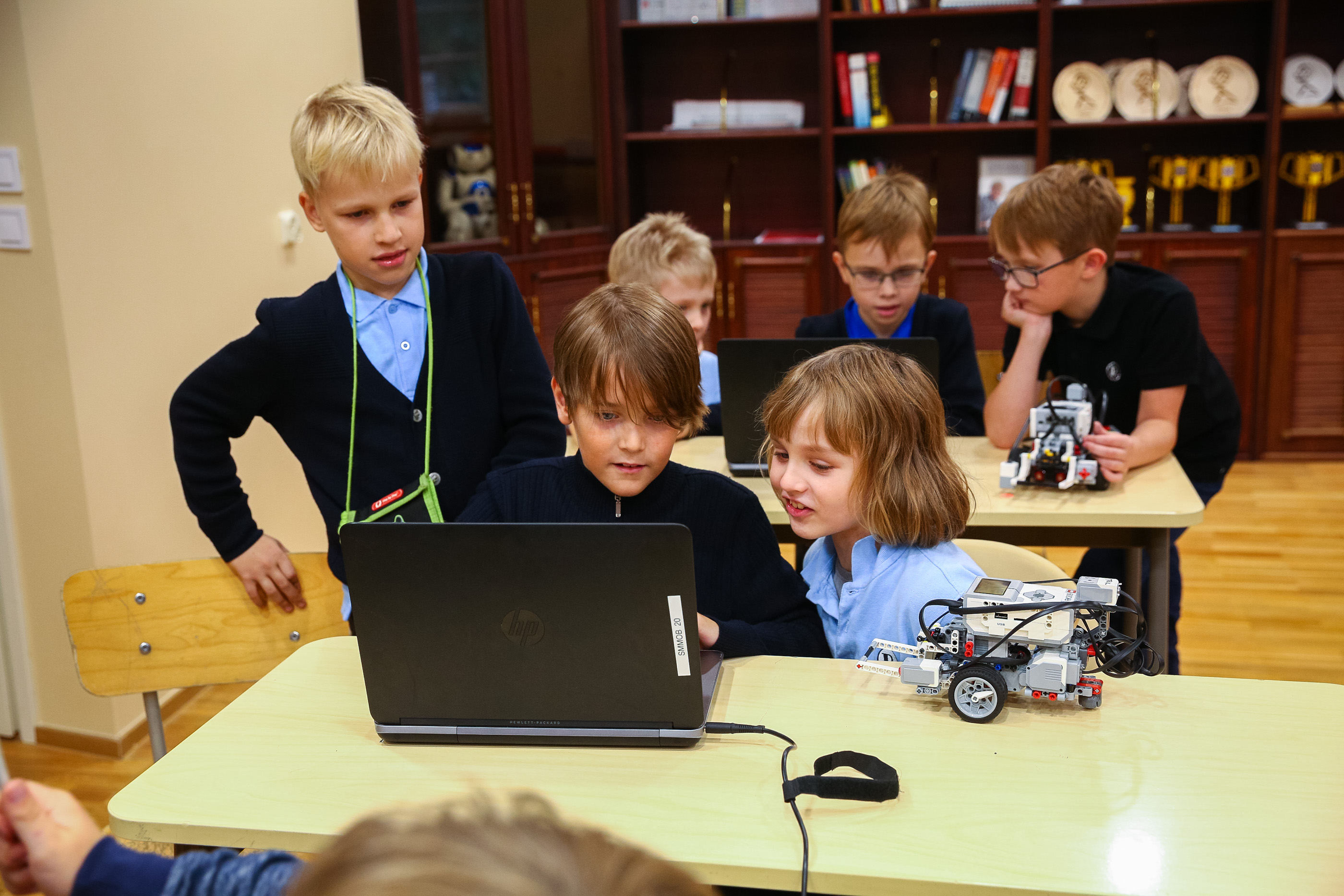
مقدمة لأطفال المدارس الابتدائية للترميز من خلال برنامج الروبوتات

تعليم علوم الحاسوب أو تعليم الحوسبة (بالإنجليزية: Computer science education) هو علم، وفن تعلم، وتعليم علوم الحاسوب، الحوسبة، التفكير الحسابي. كما أنه تحت تصنيف طرق التعليم، فإنه يعالج أيضاً التأثير الأوسع لعلم الحاسوب في المجتمع من خلال تقاطعه مع الفلسفة، وعلم النفس، واللغويات، والعلوم الطبيعية، والرياضيات. بالمقارنة مع تعليم العلوم والرياضيات، فإن تعليم علوم الحاسوب مجال أصغر بكثير. في تاريخ الحوسبة، تم بناء أجهزة الكمبيوتر الرقمية فقط من حوالي الأربعينات – على الرغم من أن الحسابات كانت موجودة منذ قرون منذ اختراع أجهزة الكمبيوتر التناظرية.
وثمة اختلاف آخر في تعليم علوم الحاسوب، هو أنه لم يُدرَس في المقام الأول على المستوى الجامعي إلا في الآونة الأخيرة، مع بعض الاستثناءات الملحوظة في بولندا، والمملكة المتحدة، وأراضي 1948 الفلسطينية مع هيئة الإذاعة البريطانية بي بي سي ميكرو في الثمانينات. وقد كانت علوم الحاسوب جزءا من المناهج الدراسية في بضعة بلدان لبضعة عقود، ولكنها عادة ما تكون مادة اختيارية.

## أبحاث التعليم الحاسوبية
الأبحاث التعليمية حول أساليب الحوسبة، والتدريس في علوم الكمبيوتر، عادة ما تُعرف باسم أبحاث التعليم الحاسوبية. تُدير رابطة آلات الحوسبة مجموعة اهتمام خاص (SIG) حول تعليم علوم الكمبيوتر المعروف باسم SIGCSE، والذي احتُفل بالذكرى الخمسين لتأسيسه في عام 2018، مما يجعلها واحدة من أقدم وأطول مجموعات المصالح الخاصة في ACM.

## المرأة في علوم الحاسوب
في كثير من البلدان، توجد فجوة كبيرة بين الجنسين في تعليم علوم الحاسوب. في عام 2015، كان 15.3٪ من طلاب علوم الكمبيوتر المتخرجين من مؤسسات غير منح الدكتوراه في الولايات المتحدة من النساء، بينما في مؤسسات منح الدكتوراه، كانت النسبة 16.6٪.
في عام 2018 بلغ عدد الحاصلات على درجة الدكتوراه في الولايات المتحدة 19.3٪ . الفجوة بين الجنسين موجودة أيضا في البلدان الغربية الأخرى.
الفجوة أصغر أو غير موجودة في بعض أجزاء العالم. وفي عام 2011، حصلت النساء على نصف درجات علوم الحاسوب في ماليزيا. اما في عام 2001، كانت نسبة 55٪ من خريجي علوم الكمبيوتر في غيانا من النساء.